# دو بالا
ادواردو روبرتو دوس سانتوس (به پرتغالی: Eduardo Roberto dos Santos) مهاجم اهل برزیل است که در شهر لیمیرا و در تاریخ ۲ فوریهٔ ۱۹۸۱ به دنیا آمده‌است. دو بالا در تیم‌های فوتبال باشگاه ورزشی ویتوریا سابقهٔ حضور دارد.